# Den lilla butiken
Den lilla butiken (engelska: The Shop Around the Corner) är en amerikansk romantisk komedi från 1940 i regi av Ernst Lubitsch. Filmen är baserad på Miklós Lászlós pjäs Parfumerie. I huvudrollerna ses James Stewart och Margaret Sullavan. Filmen blev tillagd till National Film Registry 1999. Historien har filmatiserats ytterligare två gånger; Butik med musik (1949) och Du har mail (1998).

## Handling
I Budapest arbetar Alfred (James Stewart) och Klara (Margaret Sullavan) tillsammans i en liten butik. Klara är nyanställd och Alfred är firmans äldste anställde, näst chefen, Hugo Matuschek (Frank Morgan). Klara och Alfred gillar inte alls varandra, men vad de inte vet är att de är varandras okända romantiska brevvän.
När Alfred väl får veta vem hans brevvän är bestämmer han sig för att hålla god min. Samtidigt tycker han sig märka en attitydförändring från chefen, herr Matuschek, som börjat anförtro sig åt den inställsamme Ferencz Vadas (Joseph Schildkraut). Matuschek misstänker nämligen att Alfred har en kärleksaffär med hans fru och avskedar honom. Det skall dock visa sig att det är en annan anställd som går bakom ryggen på Matuschek och den förkrossade Matuschek utser då Alfred till ställföreträdande chef för butiken. Även Alfred och Klaras relation förändras och de kommer att se varandra i ett nytt ljus.

## Rollista
- Margaret Sullavan - Klara Novak
- James Stewart - Alfred Kralik
- Frank Morgan - Hugo Matuschek

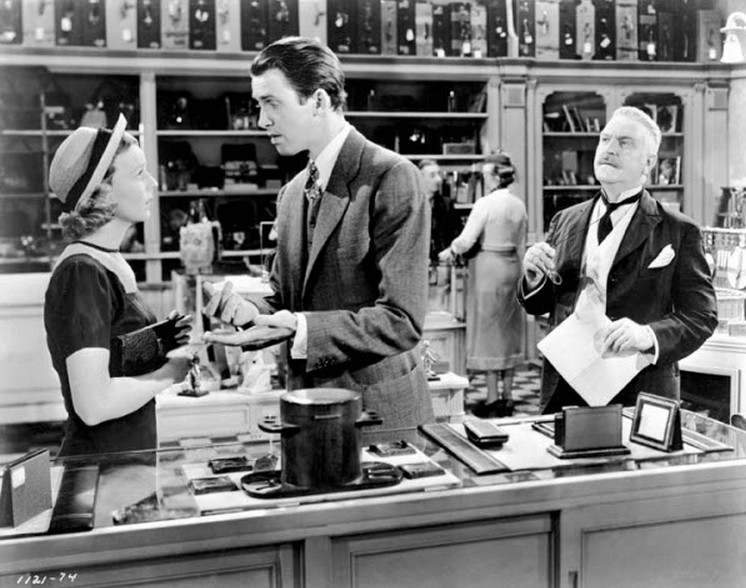
Margaret Sullavan, James Stewart och Frank Morgan.

- Joseph Schildkraut - Ferencz Vadas
- Sara Haden - Flora
- Felix Bressart - Pirovitch
- William Tracy - Pepi Katona
- Inez Courtney - Ilona
- Sarah Edwards - kvinnlig kund
- Edwin Maxwell - läkaren
- Charles Halton - privatdetektiven
- Charles Smith - Rudy